# Siantar Utara
Siantar Utara is een bestuurslaag in het regentschap Toba Samosir van de provincie Noord-Sumatra, Indonesië. Siantar Utara telt 675 inwoners (volkstelling 2010).